# Jamaal Williams
Jamaal Williams (Rialto, 3 aprile 1995) è un giocatore di football americano statunitense che milita nel ruolo di running back per i New Orleans Saints della National Football League (NFL).

## Carriera professionistica

### Green Bay Packers
Jones al college giocò a football alla Brigham Young University dal 2012 al 2016 correndo 3.901 yard e 35 touchdown. Fu scelto nel corso del quarto giro (134º assoluto) nel Draft NFL 2017 dai Green Bay Packers. Debuttò come professionista subentrando nella gara del primo turno contro i Seattle Seahawks correndo due volte per 9 yard. Nella vittoria della settimana 13 contro i Tampa Bay Buccaneers ai supplementari corse 113 yard e segnò un touchdown, venendo premiato come running back della settimana. Nel turno successivo corse 49 yard, ne ricevette 69 e segnò due touchdown complessivi nella vittoria ancora ai tempi supplementari contro i Cleveland Browns, venendo premiato come rookie della settimana.

### Detroit Lions
Il 16 marzo 2021 Williams firmò con i Detroit Lions un contratto biennale del valore di 7,5 milioni di dollari.
Nella settimana 4 della stagione 2022 Williams corse 108 yard e segnò 2 touchdown, non sufficienti tuttavia a evitare la sconfitta interna contro i Seattle Seahawks. Salì così a quota sei touchdown su corsa in stagione, già un nuovo primato personale dopo quattro partite. Nella partita dell'undicesimo turno, la vittoria 31-18 sui New York Giants, Williams corse 64 yard in 17 tentativi realizzando tre touchdown e fu premiato come running back della settimana. Nella gara della settimana 17, la vittoria 41-10 contro i Chicago Bears, corse 144 yard in 22 tentativi e segnò un touchdown, venendo nuovamente premiato come running back della settimana. Nell'ultimo turno, vinto contro i Green Bay Packers, con due touchdown su corsa giunse a quota 17 in stagione, un nuovo record di franchigia che superò quello dell'Hall of Famer Barry Sanders e il massimo nella NFL nel 2022. Per questa prestazione fu premiato come miglior giocatore offensivo della NFC della settimana.

### New Orleans Saints
Il 15 marzo 2023 Williams firmó un contratto triennale con i New Orleans Saints.

## Palmarès
- Giocatore offensivo della NFC della settimana: 1

18ª del 2022
- Running back della settimana: 3

13ª del 2017, 11ª e 17ª del 2022
- Rookie della settimana: 1

14ª del 2017
- Leader della NFL in touchdown su corsa: 1

2022